# ماته مالش
ماته مالش (انگلیسی: Mate Maleš؛ زاده ۱۱ مارس ۱۹۸۹) بازیکن فوتبال است.